# Жилой дом на Кудринской площади
Жило́й дом на Ку́дринской пло́щади — высотный дом, возведённый в Москве в 1948—1954 годах, одна из семи построенных «сталинских высоток». Проект здания выполнен архитекторами магистральной мастерской № 9 института «Моспроект» Михаилом Посохиным и Ашотом Мндоянцем, конструктором М. Н. Волхонским. В исторической литературе часто используют определение «высотка на Восстания», топоним связан с бывшим названием Кудринской площади. Небоскрёб отличался уникальными для советского жилого домостроения решениями: наличием подземной парковки, отделения для детских колясок на первом этаже и современной кухонной техникой.

## История

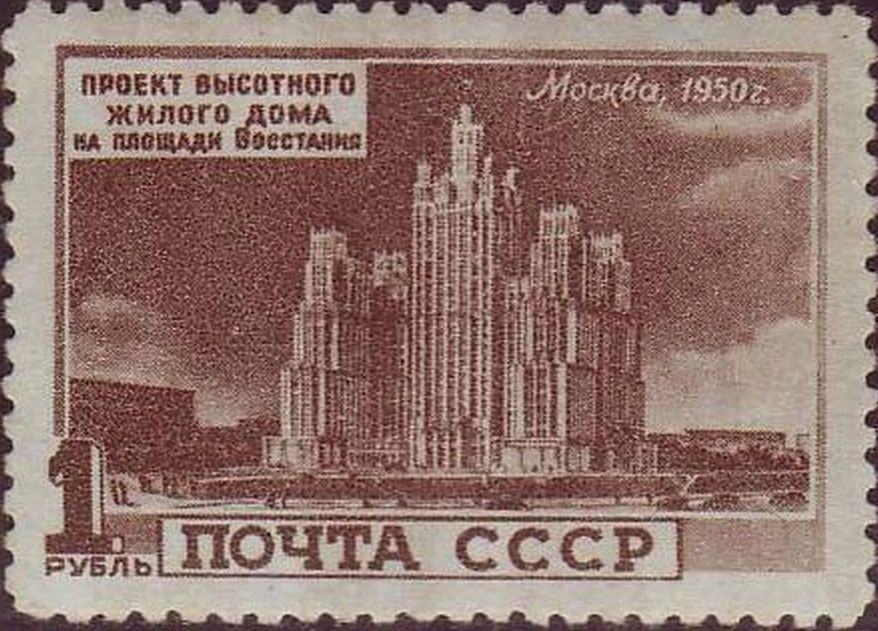
Почтовая марка СССР № 1583. Проект высотки на площади Восстания

### Идея создания высотки
Впервые в советское время идея возведения в центральной части Москвы высотных зданий была зафиксирована в проекте реконструкции 1935 года. Предлагалось в качестве основной доминанты создать Дворец Советов, параллельно строить 20-этажные дома в разных частях города. Однако начало Великой Отечественной войны заставило правительство отказаться от реализации амбициозного замысла.
Проект возродили вскоре после окончания войны. Уже 13 января 1947 года Секретарь ЦК ВКП(б) Иосиф Сталин подписал Постановление Совета Министров СССР «О строительстве в г. Москве многоэтажных зданий». Согласно документу, в столице предполагалось возвести восемь домов высотой от 16 до 32 этажей. За каждым объектом закреплялась контролирующая организация. Ответственность за строительство небоскрёба на площади Восстания была возложена на министерство авиационной промышленности и лично министра Михаила Хруничева. На заключительном этапе работ объект перешёл в ведение Главмосстроя. Многие готовые квартиры достались, в частности, руководителям авиационных предприятий и известным летчикам-испытателям, поэтому в народе высотку прозвали «Дом авиаторов».
Руководство страны торопилось с возведением высоток, поэтому торжественная закладка зданий произошла уже 7 сентября 1947 года, в разгар мероприятий, посвящённых 800-летию Москвы. В 13:00 одновременно на всех восьми строительных площадках состоялась закладка первого камня. В то время ещё не существовало проектов будущих зданий. Подобную спешку некоторые исследователи связывают с личной заинтересованностью Иосифа Сталина, который масштабным строительством пытался продемонстрировать величие Страны Советов. Ему приписывают слова: «Ездят у нас в Америку, потом приезжают и ахают — ах, какие же огромные дома! Пускай теперь ездят в Москву, видят, какие у нас дома, пусть ахают». Сталин регулярно интересовался ходом строительных работ и даже вносил коррективы в проекты. Михаил Посохин в своих мемуарах написал:
О вкусах Сталина мы, молодые архитекторы, узнавали через вышестоящих людей и по рассказам окружающих. Видеть и слышать Сталина [нам] не приходилось. Но особенно чётко его вкусы проявились при проектировании высотных домов в Москве, увенчанных по желанию Сталина остроконечными завершениями. Поговаривали, что вождю нравились сооружения в готическом стиле.

### Строительство
До 1950-х территория нынешней Кудринской площади считалась московской окраиной. Высотной доминантой площади была церковь Покрова Пресвятой Богородицы в Кудрине — храм XVII века, разрушенный в 1937 году. На его месте началось строительство высотки. Поскольку площадь располагалась на склоне, территорию пришлось выравнивать и насыпать. Сквер перед будущей высоткой укрепили гранитными стенками высотой 4,5 м.
Основными проблемами, характерными для высотного строительства сталинской эпохи, были несовершенная производственная база и отсутствие соответствующего опыта. Специалистам — от архитекторов до монтажников — приходилось учиться буквально на строительной площадке. Ещё одним обстоятельством, осложнявшим процесс, являлись слабые московские грунты. Для решения проблемы профессоры Николай Герсеванов, Николай Цытович и Дмитрий Польшин сформулировали теорию «коробчатого фундамента». Благодаря этому стало возможным возвести высокое здание без гигантских железобетонных массивов и вертикальных осадочных швов.
Поскольку до 1940-х годов советские строители возводили малоэтажные здания преимущественно из кирпича, большая часть работ выполнялась без использования машин. В Москве в 1946-м в распоряжении строительных коллективов было лишь 26 подъёмных кранов, 55 экскаваторов и 40 самосвалов. Однако для создания высоток требовались новые материалы и мощное оборудование. Эти дома предполагалось построить из монолитного железобетона с использованием готовых плит, поэтому в Люберцах и Кучине были созданы специальные заводы железобетонных конструкций. При возведении высоток на площадях Комсомольской и Восстания использовалось новое для страны оборудование: бетононасос, способный перекачивать свежий раствор на высоту до 40 м. Также инженеры разработали новый башенный кран, который мог поднимать плиты весом до 5 тонн. Для решения этой задачи конструкторы П. П. Велихов, И. Б. Гитман и Л. Н. Щипакин разработали универсальные самоподъёмные башенные краны, максимальная грузоподъёмность которых составляла 15 тонн. Ключевой особенностью механизма являлась его способность поднимать самого себя с этажа на этаж по мере роста здания.
Со строительством дома менялась окружающая его территория: стоявшие по соседству доходные дома были демонтированы, а со стороны главного фасада появился просторный сквер. Однако в полной мере замысел Михаила Посохина так и не был реализован из-за смерти Сталина в 1953 году: архитектор предлагал создать на площади единый архитектурный комплекс, чтобы высотку опоясывала цепь многоэтажных зданий в стиле сталинский ампир. Вскоре после прихода к власти Первого секретаря ЦК КПСС Никиты Хрущёва, в ноябре 1954 года, советское правительство осудило высокие затраты на возведение небоскрёбов и «украшательство» — типичные стилистические особенности предшествовавшего стиля. Из-за незавершённости общей композиции площади современники отмечали, что «высотному дому [на площади Восстания]… тесно в окружении арбатских переулков, особняков и деревянных домишек, которые заслоняют подступы к зданию-богатырю».
Тем не менее, в 1954 году строительство высотки на площади Восстания завершилось, и в апреле следующего года в дом начали заселяться жильцы. Центральная секция дома состояла из 33 этажей, в том числе 22 жилых, двух служебных, двух подвальных и семи технических этажей, расположенных в башне. Максимальная этажность боковых корпусов — 17. По крыше боковых корпусов возможен проход из центрального корпуса в их служебные помещения, но прямой проход в подъезды отсутствует. В высотке существовало 452 квартиры общей площадью 18,2 тыс. м², из них однокомнатных — 12, двухкомнатных — 325, трёхкомнатных — 79 и четырёхкомнатных — 36. В здании действовало 14 пассажирских и четыре грузовых лифтов, а также 20 прилавочных подъёмников, установленных в «Гастрономе».
Помимо квартир, на двух нижних этажах находились общественные и коммерческие помещения. Рядом с лифтами размещались комнаты для хранения детских колясок и велосипедов. Благодаря колоссальной площади стилобата появилась возможность создания «Гастронома № 15» — крупнейшего в городе магазина, численность персонала которого составляла 124 человека. Общая площадь магазина составляла 6000 м². Помимо этого, в доме открылся двухзальный кинотеатр «Пламя» на 540 мест, парикмахерская, ателье, почтовое отделение Г-242 и кафе-мороженое. Наиболее примечательным для советского жилого фонда решением было устройство в доме подземной парковки на 134 машиноместа. Поскольку здание строилось на начальном этапе «холодной войны», закономерным было создание на уровне фундамента гигантского бомбоубежища, в котором могли бы разместиться все жители небоскрёба. Пространство и запас продовольствия позволяли существовать автономно на протяжении трёх месяцев. По состоянию на 2018 год бомбоубежище законсервировано.
Десятилетия спустя архитектор Михаил Посохин так оценивал значение сталинских высоток в развитии страны:
Великая Победа внесла новые мотивы в архитектуру наших городов. Это был период величайшего воодушевления советского народа, и мы стремились отразить его в архитектуре, применяя торжественные монументальные формы. То было время поиска современных решений на основе классических законов… На мой взгляд, главными произведениями советской архитектуры того периода, наиболее полно выразившими пафос Великой Победы, стали высотные здания столицы….

### Здание в советское время

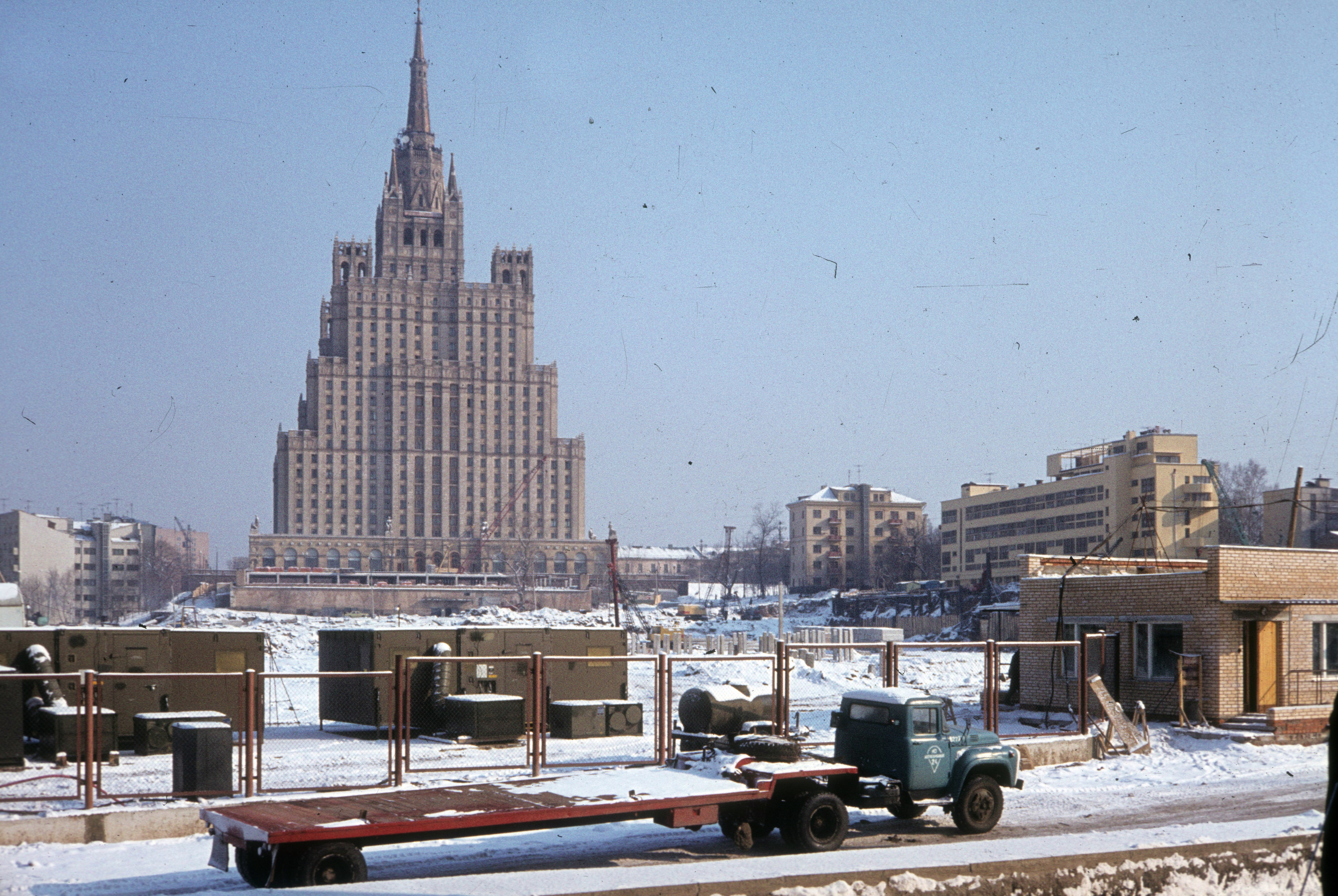
Вид на высотку с юга. 1971 год

В советское время высотка на Восстания фактически являлась элитной недвижимостью. В разное время здесь жили конструктор ракетно-космической техники Василий Мишин, лётчики-испытатели Константин Коккинаки, Сергей Анохин, генерал-полковник авиации Михаил Громов, учёный-хирург Александр Бакулев, шахматист Василий Смыслов, джазмен Олег Лундстрем и актриса Элина Быстрицкая.
В эпоху оттепели была осуществлена критическая оценка здания на площади Восстания. Основным аргументом противников выполненного проекта стала дороговизна сооружения и нерациональный подход к решению практических задач. На строительство небоскрёба было потрачено из государственного бюджета 650 млн рублей. Только стоимость гранитных полов в «Гастрономе» составила 900 000 руб., при этом пол выглядел затёртым уже в 1955-м — менее, чем через год после ввода здания в эксплуатацию. Общая сумма затрат на отделочные работы в магазинах — 16,2 млн руб. В итоге цена 1 м² жилой площади в доме на площади Восстания составила 14 624 руб., что в то время было в четыре раза дороже жилья в многоэтажном доме, расположенного по адресу Тверская улица, 9, и в шесть раз дороже 1 м² площади в типовом доме.
- На Викискладе есть медиафайлы по теме Интерьеры «Гастронома»

Специалисты также обратили внимание на технические недостатки высотки. Оказалось, что сумма конструктивной площади здания (занятая стенами) и подсобной внеквартирной территории (предлифтовые холлы и лестницы) больше жилой площади. Вызывали нарекания и особенности планировки квартир. Например, жилая площадь трёхкомнатных квартир варьировалась в пределах от 40,04 м² до 84,2 м², а четырёхкомнатных — от 49,62 м² до 63,62 м². В некоторых комнатах существовало по три двери.
Хотя высотка на Восстания считалась элитной недвижимостью, здание не обслуживалось должным образом. В советское время дом не подвергался капитальному ремонту, в нём даже не проводилась комплексная замена систем водоснабжения и канализации.
На верхних служебных этажах левого бокового корпуса было расположено общежитие для рабочих одной из фабрик района, которое продолжало функционировать и в середине нулевых годов.

### Художественные и конструктивные особенности

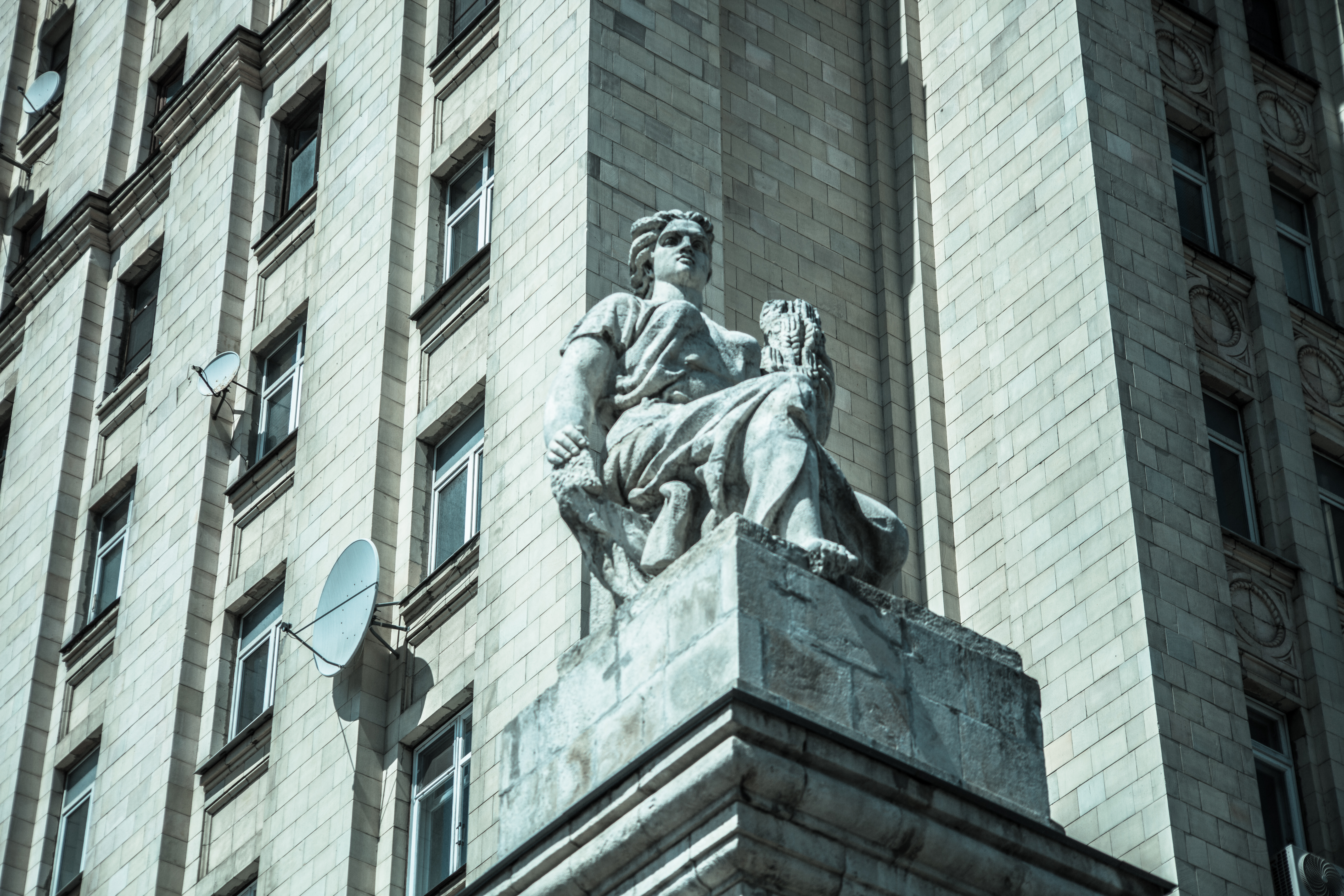
Скульптура на стилобате, 2015 год

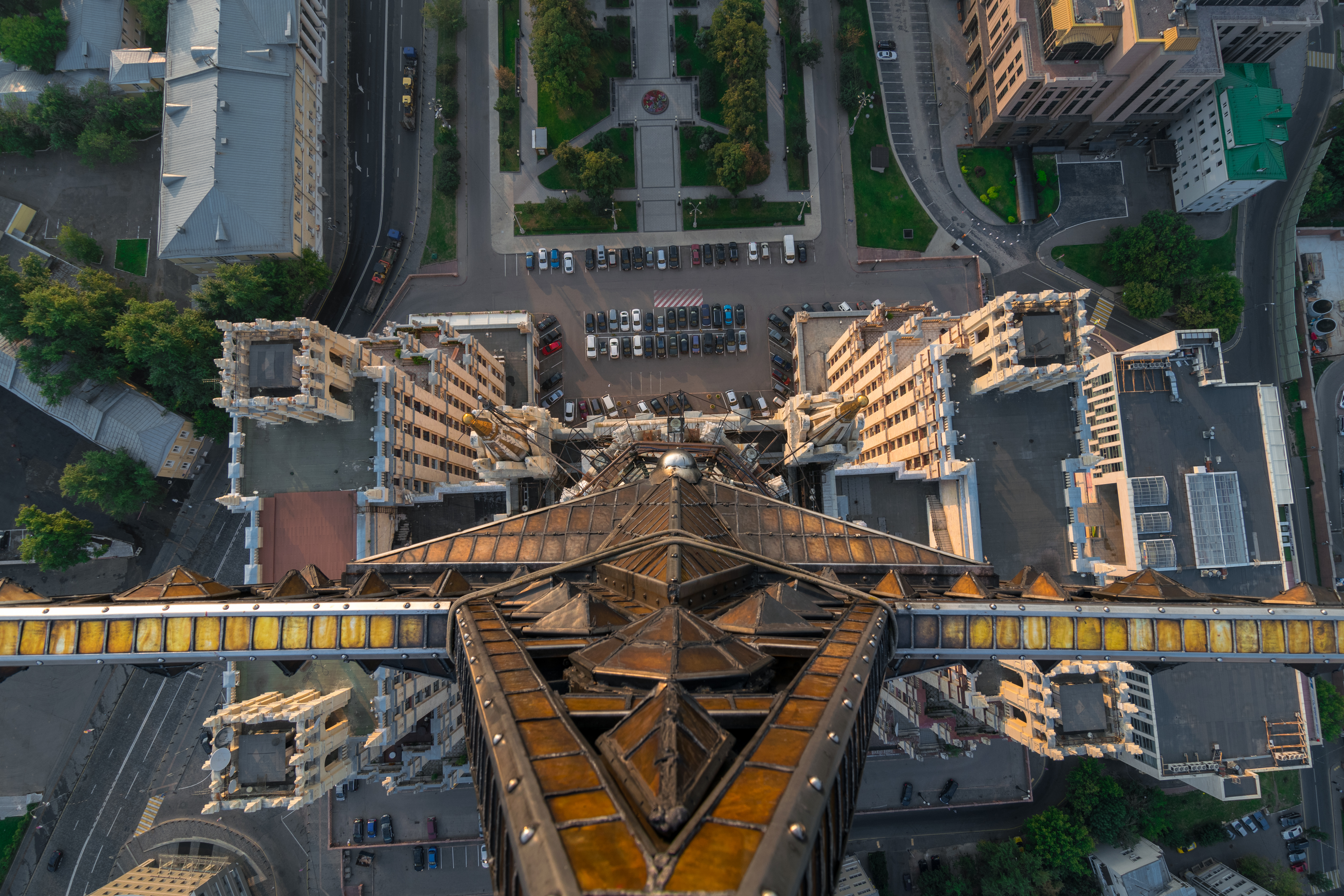
Звезда высотки на Кудринской, 2015 год

Высотное здание на площади Восстания — выразительный пример архитектуры сталинского ампира. Здание получило богатое декоративное оформление: от скульптур на ризалитах до шатрового шпиля, венчающего центральный корпус. Однако в данном случае отсутствовало единое стилистическое направление. Парапеты выполнены в древнеримском стиле. Вестибюли, украшенные мраморными колоннами, витражами, и светильниками в форме канделябров, — реминисценция готических интерьеров. Остроконечные башенки вокруг шпиля напоминают купола православного храма. На крыше стилобата установлены суровые скульптурные портреты советских рабочих и солдат. Они выполнены по проекту Николая Никогосяна и Михаила Бабурина.
Одной из стилистических особенностей высотного здания на площади Восстания стали витражи, установленные по предложению Михаила Посохина. Цветные панели расположены в холлах над лифтами и в окнах гастронома. При создании рисунка использовались мотивы из русской народной культуры. Витражи в холлах символизируют декоративную роспись, а при оформлении гастронома использованы персонажи из сказок, в частности, Золотой петушок. Пол в жилых комнатах и коридорах квартир и в предлифтовых холлах на всех этажах выложен дубовым паркетом, в ванных комнатах — метлахской плиткой, а на кухнях — линолеумом, в магазинах и в вестибюлях выполнен из мрамора и полированного гранита.
Во всех квартирах на кухнях были установлены холодильники, встроенная мебель, мойки с дробилкой для уничтожения крупных отходов. Также на кухнях был предусмотрен доступ к мусоропроводу. В ванных комнатах было по два душа: один с гибким шлангом и второй — статичный на изогнутой хромированной трубке. Помимо системы вентиляции, в доме функционировало централизованное кондиционирование. Для этого воздух с улицы фильтровался, проходил через увлажнитель, после чего его температура достигала отметки 15 °C. Затем в зависимости от сезона воздушный поток нагревался до нужной отметки. Все высотные здания оснащались централизованной системой пылеудаления, которая состояла из щёток и шлангов, расположенных в каждой квартире, трубопроводов, проходящих вдоль здания, и пылесосных станций, установленных в цокольных этажах. Собранная пыль отфильтровывалась и сбрасывалась в канализацию, а очищенный воздух из попадал на улицу. Для обеспечения отопления всего здания в подвальных помещениях были установлены бойлеры.
Высота здания — 152 м.

## Современность

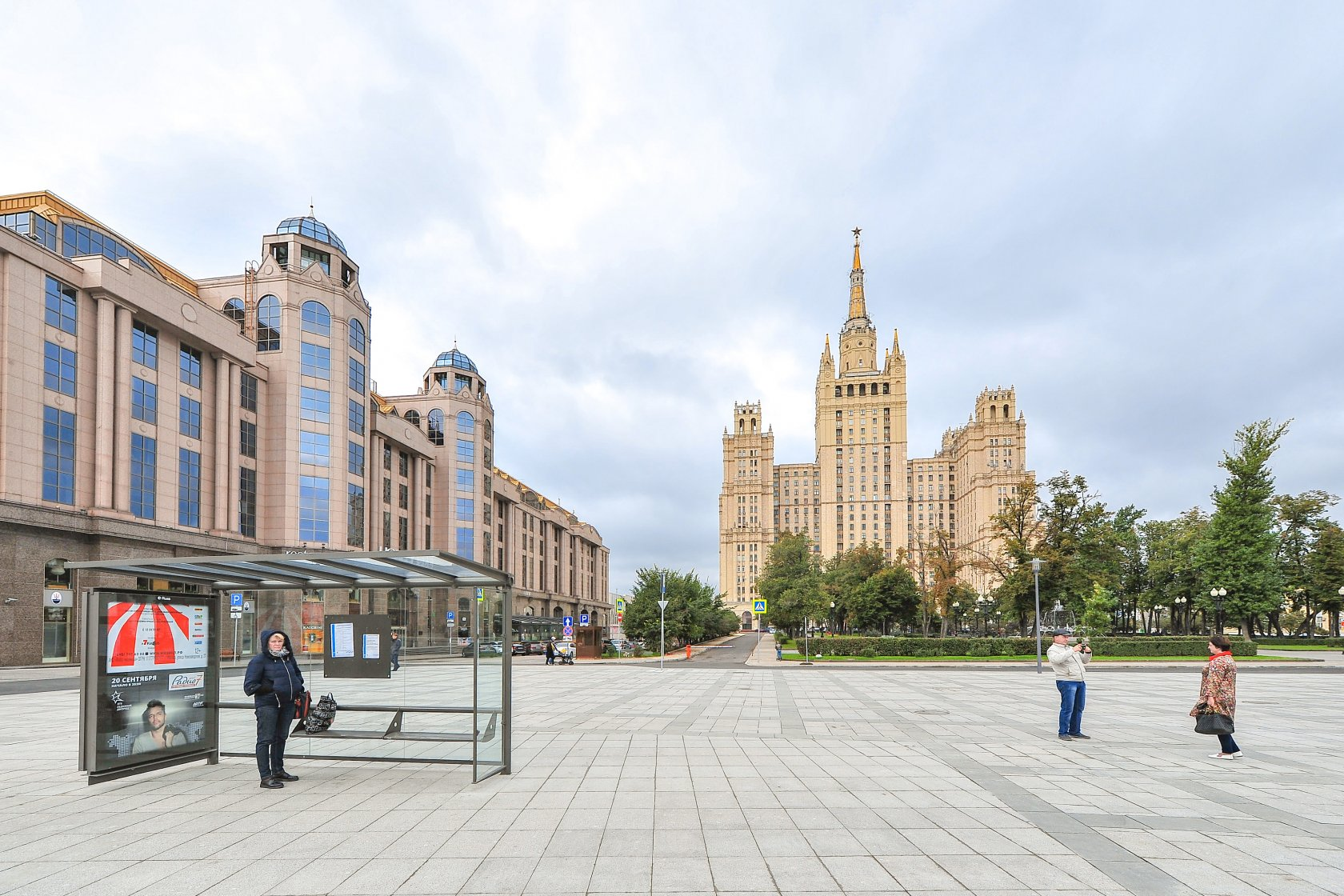
Кудринская площадь. 2016 год

Нынешнее состояние дома на Кудринской площади периодически освещают журналисты. Наибольшую тревогу вызывает состояние инженерных сооружений и внешней декоративной отделки. В 2003 году сообщалось, что бывшее бомбоубежище высотки постоянно затапливает канализация. Для решения ситуации в подвальном этаже стояли помпы, которые откачивали воду.
По состоянию на конец XX — начало XXI века помещения центральной башни выше жилых этажей постепенно руинировались, но в 2004—2008 гг. в них был осуществлён косметический ремонт, включивший замену лифта. Ряд закрытых ранее квартир, находившихся в шпиле и выселенных в 1970ые годы был вновь переведён в состав жилого фонда.
В начале XXI века возник конфликт между жильцами дома, городской администрацией и организациями-арендаторами относительно использования современных коммерческих помещений. Основная проблема для жильцов — ремонт здания и обслуживание коммерческих помещений. В период перестройки закрылся «Гастроном», после чего пространство бывшего магазина на непродолжительный срок арендовали несколько компаний. В бывшем кинотеатре «Пламя» теперь размещается магазин «Магнит», над которым в 1997 году город при участии частного бизнеса построил большое помещение (1575,4 м²), в котором сегодня работает ночной клуб с боулингом, бильярдной, рестораном и караоке-залом (ранее — казино). Для этой цели выделен самостоятельный земельный участок с соответствующей категорией назначения. В 2016 году Департамент городского имущества Москвы планировал в судебном порядке получить разрешение на демонтаж постройки, по состоянию на апрель 2024 года боулинг в здании всё ещё действует. Более того, проиграв ряд судов (дойдя, практически, до Верховного суда), городские власти «вспомнили» о своем участии в застройке, после чего законность строения была принята окончательно, и попытки оспаривать это прекратились. В 2024 году помещение свободного назначения площадью 1575,4 м², расположенное над магазином «Магнит» по адресу: Кудринская площадь 1с1 (независимое от основной высотки) было выставлено на продажу за сумму, эквивалентную 11 млн долларов. На сегодняшний день новый владелец не определился, подробная информация об этом есть на сайте kudrinskaya1c1.ru.
В связи с тем, что в доме долгое время не менялись инженерные сети, многим жителям пришлось замуровать на кухнях мусоропроводы. Но даже такие меры не улучшили положения, потому что из-за распространяющейся плесени и неработающей автоматической вентиляции неприятный запах проникает в квартиры через электрические стояки. В 2015-м предполагалось начать капитальный ремонт, однако по состоянию на апрель 2017 года работы так и не были начаты. Совет дома — добровольная организация жильцов высотки — обвиняет управляющую компанию в срыве сроков. Руководство компании объясняет задержки объективными причинами.
Несмотря на неопределённое положение с проведением капитального ремонта, дом на площади Восстания считается элитной столичной недвижимостью. По состоянию на апрель 2018 года цены на квартиру варьировались в диапазоне от 30 млн руб. до 90 млн руб.

## В искусстве
- Высотное здание на площади Восстания фигурирует в драме «Москва слезам не верит». В начале картины героини Веры Алентовой и Ирины Муравьевой по просьбе родственников на время их длительного отъезда въезжают в квартиру, расположенную в этом доме[9].
- Главные герои фильма С вечера до полудня тоже живут в этом здании.
- В 1954 году поэт Сергей Михалков в детской поэме «Дядя Стёпа — милиционер» упоминает, что главный герой служит постовым у высотки:

Шли ребята мимо зданья,
Что на площади Восстанья.
Вдруг глядят — стоит Степан,
Их любимый великан!..
— Получил я пост почётный! —
И теперь на мостовой,
Там, где дом стоит высотный,
Есть высотный постовой!.
- В 2020 году на СТС вышел телесериал «Гости из прошлого». По сюжету сериала в одной из квартир открывается межвременной портал 1982 год — 2020 год.

Современное состояние
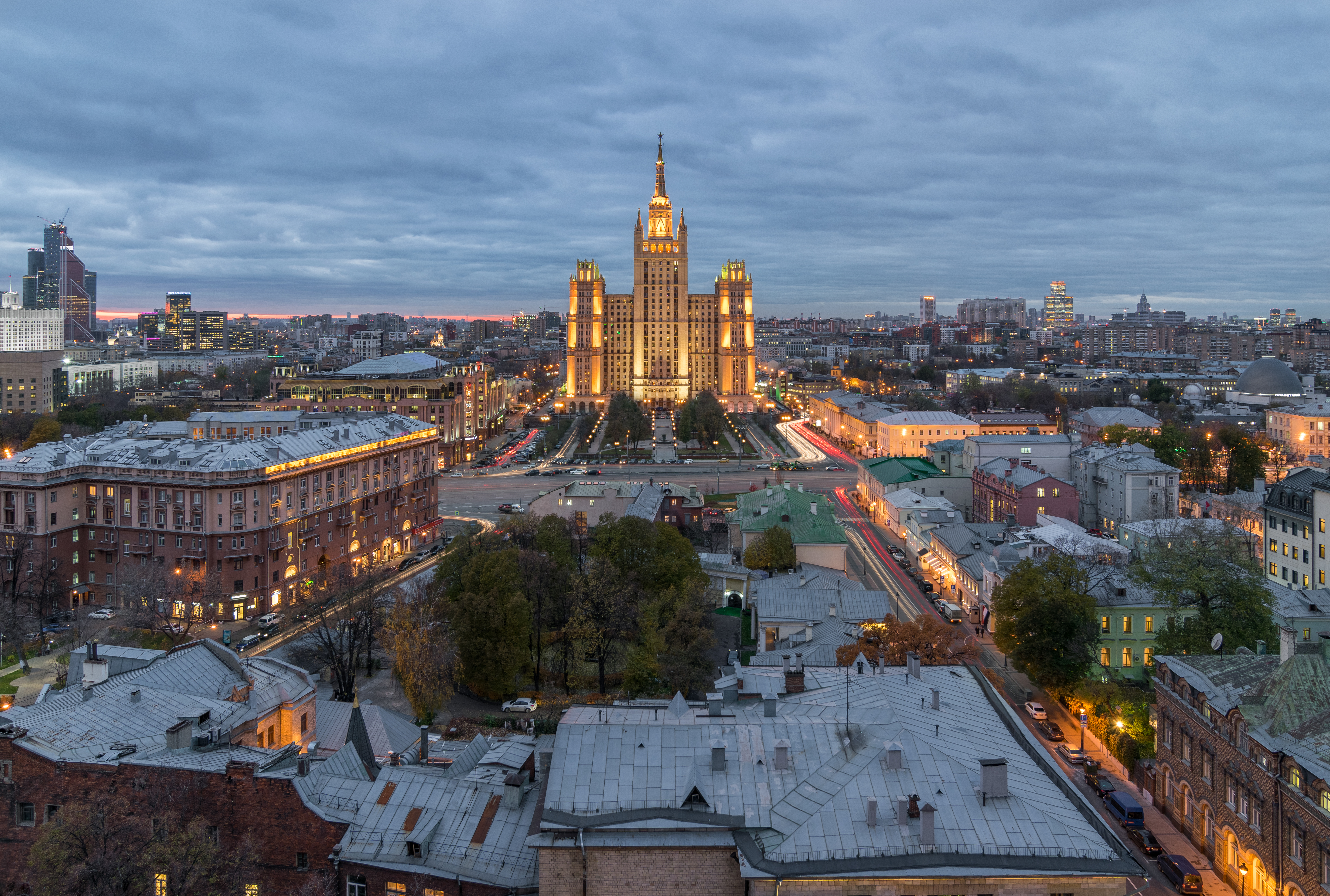
Вид на Кудринскую площадь. 2015 год
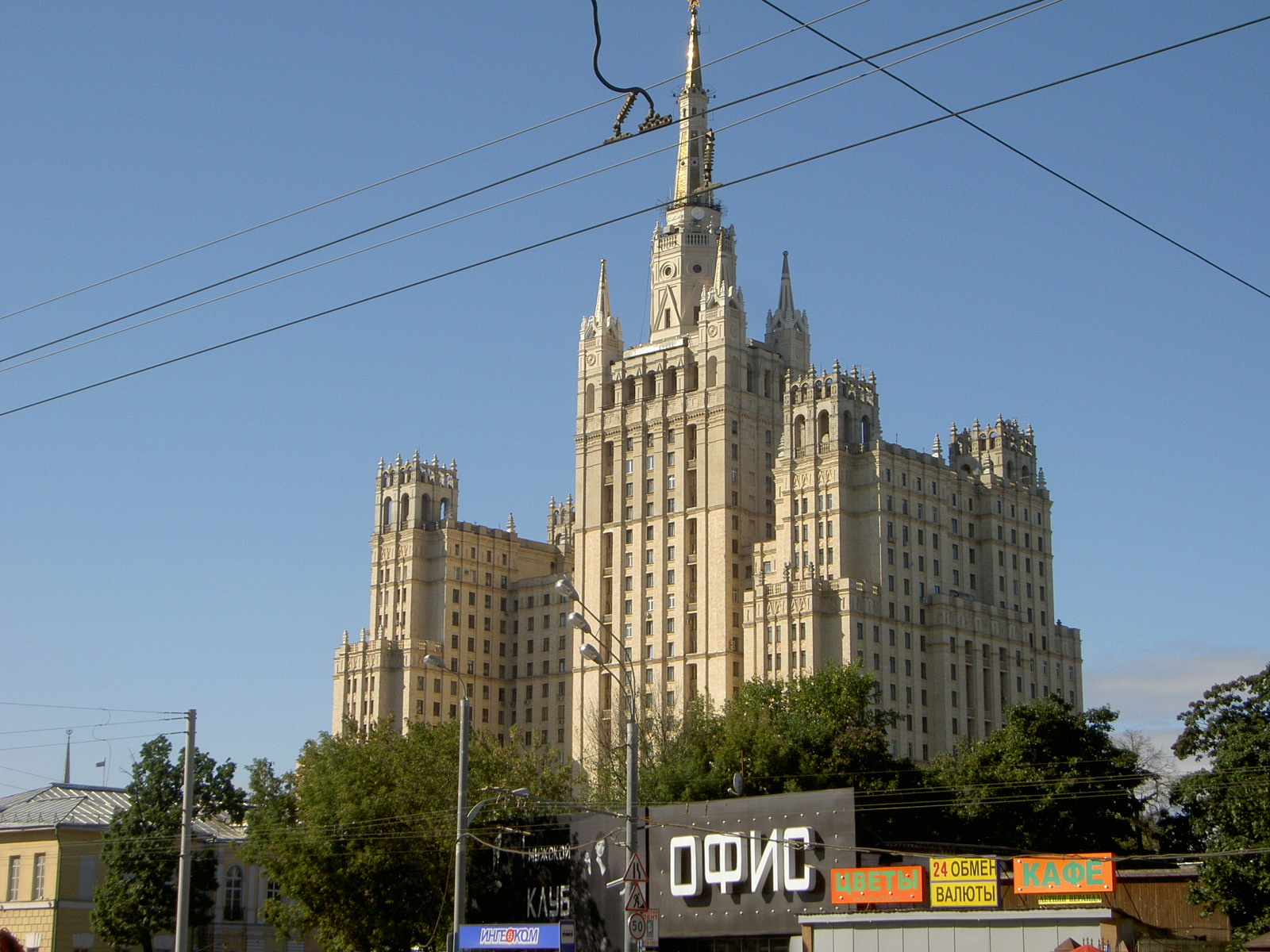
Высотка на Восстания. 2006 год
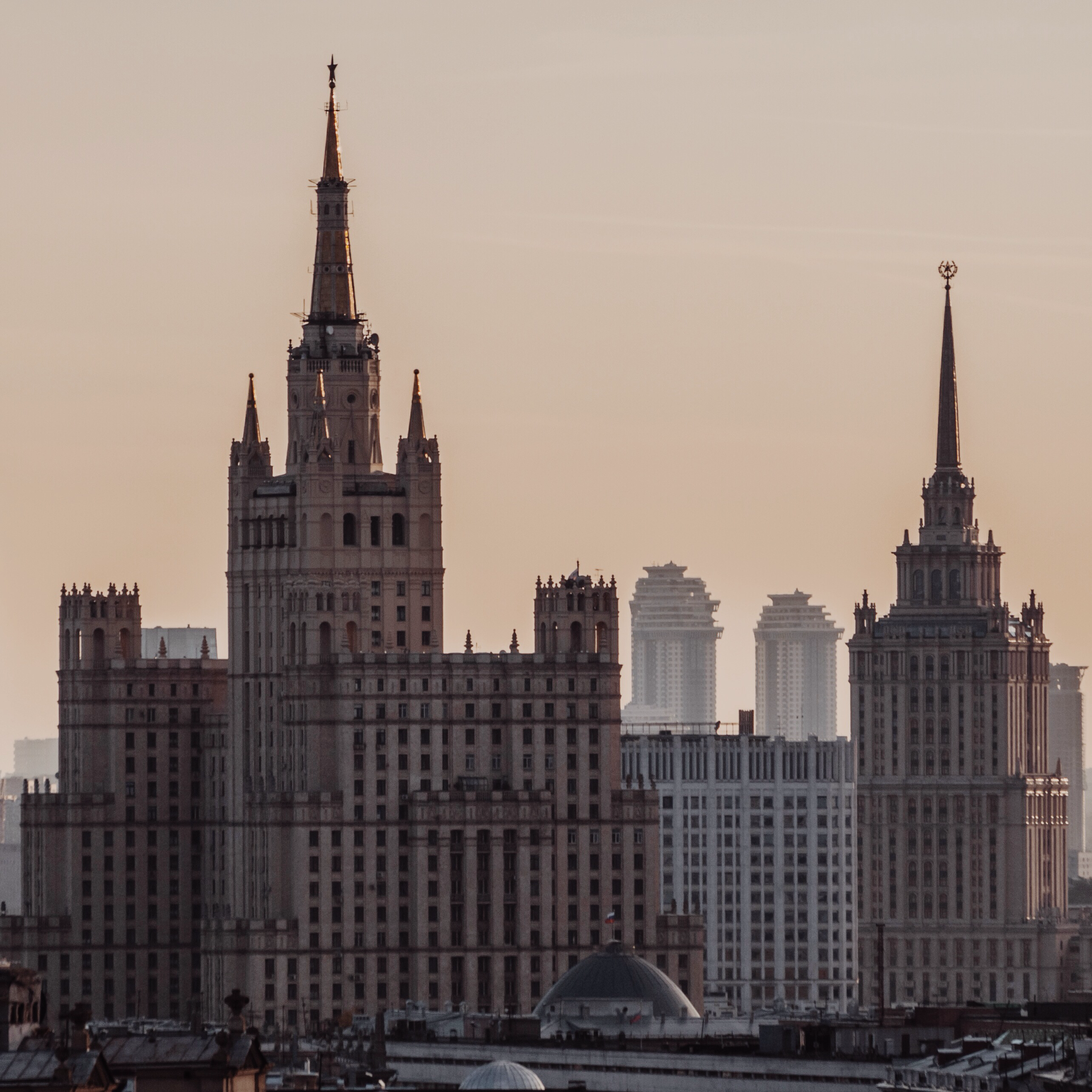
Вид на московские высотки. 2014 год